# Watership Down
Watership Down este un roman de aventuri de fantezie scris de autorul englez Richard Adams și publicat de Rex Collings Ltd în Londra în 1972. Povestea este despre un mic grup de iepuri care încearcă să își găsească o nouă locuință după ce vechiul lor sălaș a fost distrus de oameni.
Adams a conceput Watership Down într-o drumeție, improvizând o poveste cu iepuri pentru fiicele sale, Juliet și Rosamond. Mai apoi, ele i-au sugerat tatălui lor să scrie povestea. Scriitorului i-au trebuit două săptămâni pentru redactarea romanului, însă i-a fost respins ulterior de treisprezece edituri.
Când, în sfârșit, cartea Watership Down a fost publicată, s-au vândut într-un timp record peste un milion de exemplare în Marea Britanie și în Statele Unite ale Americii. Povestea Watership Down a câștigat în 1972 medalia Carnegie și în 1973 premiul Apărătorul literaturii pentru copii. Până în prezent, s-au vândut în lume peste cincizeci de milioane de copii ale cărții. În 1978 cartea a stat la baza unui film animat, iar în 1999 - 2001 a stat la baza unui serial animat.